# Hypena kashmirica
Hypena kashmirica là một loài bướm đêm trong họ Erebidae.